# Пласа, Мануэль
Мануэль Хесус Пласа Рейес (исп. Manuel Jesús Plaza Reyes, 29 апреля 1902 — 9 февраля 1969) — чилийский легкоатлет, первый в истории страны призёр Олимпийских игр.

## Биография
Мануэль Хесус Пласа Рейес родился в Лампа, его родителями были Камило Пласа и Мария Рейес. Позднее семья переехала в Сантьяго, где он, параллельно с учёбой в школе, стал заниматься лёгкой атлетикой. В 16-летнем возрасте впервые принял участие в соревнованиях.
В 1920 году принял участие в прошедшем в Сантьяго Чемпионате Южной Америки по лёгкой атлетике, где завоевал бронзовую медаль на дистанции 5.000 м и серебряную — на дистанции 10.000 м. В 1924 году на Чемпионате Южной Америки по лёгкой атлетике он завоевал золотые медали на дистанциях 3.000 м, 5.000 м и 10.000 м, а также в кроссе; в этом же году он принял участие в Олимпийских играх в Париже, где выступил в марафоне, но финишировал лишь 6-м. В 1926 и 1927 годах он опять завоёвывал все четыре золотых медали на длинных дистанциях на Чемпионатах Южной Америки. 
В 1928 году на Олимпийских играх в Амстердаме Мануэль Пласа финишировал на марафонской дистанции вторым, став первым в истории Чили призёром Олимпийских игр. В 1933 году он ещё раз принял участие в Чемпионате Южной Америки по лёгкой атлетике, завоевав золотые медали на дистанции 20 миль и в кроссе.